# Британский союз за отмену вивисекции
Британский союз за отмену вивисекции (BUAV) (англ. British Union for the Abolition of Vivisection) — британская организация, занимающаяся защитой животных, добивается отмены любых опытов на животных. Основана в 1898 году ирландской активисткой Фрэнсис Пауэр Кобб. Осуществляет образовательную, исследовательскую, лоббистскую, аналитическую и юридическую деятельность, нацеленную на прекращение использования животных в любого рода экспериментах. В задачи организации входит также распространение информации об альтернативных экспериментальных методах, не связанных с использованием животных.